# Vitis cissioides
Vitis cissioides là một loài thực vật hai lá mầm trong họ Nho. Loài này được (Blume) Backer miêu tả khoa học đầu tiên năm 1911.